# Tong King-sing

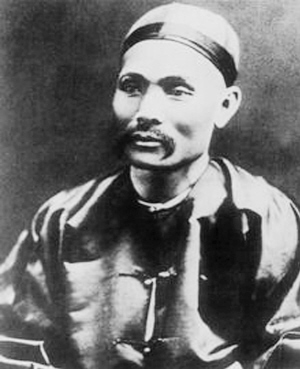
Tong King-sing.

Tong King-sing (chinesisch 唐景星, Pinyin Táng Jǐngxīng; Chūmíng 唐傑,  Táng Jié; Zì 建時,  Jiànshí; Hào 景星,  Jǐngxīng; weiterer Hào 鏡心,  Jìngxīn; * 19. Mai 1832, Zhongshan, Guangdong, Chinesisches Kaiserreich; † 7. Oktober 1892 in Tianjin), auch bekannt als Tang Tingshu (唐廷樞,  Táng Tíngshū) war ein chinesischer Komprador, Übersetzer und Geschäftsmann in der späten Qing-Dynastie.

## Leben
Er lernte als Kind an Robert Morrisons Missionarsschule. Zu seinen Mitschülern gehörte Yung Wing. Aufgrund seiner Englischkenntnisse bekam er eine Stelle in der Kolonialverwaltung von Hongkong, für die er von 1851 bis 1857 arbeitete. Von 1857 bis 1861 war er für die chinesische Seeschifffahrtszollbehörde als Übersetzer und Sekretär tätig. Von 1861 bis 1863 war er als Verkäufer für Jardine Matheson Company in Tianjin tätig.
Er ist der Verfasser des sechs Bände umfassenden Werks The Chinese-English Instructor, das 1862 veröffentlicht wurde.
Tong ist hauptsächlich bekannt für seine Beteiligung an einer Reihe von offiziell unterstützten Geschäften, die insgesamt als Unternehmen unter „offizieller Aufsicht und kaufmännischer Leitung“ (官督商辦) bekannt sind. Von 1873 bis 1884 war er der Leiter der China Merchants Steam Navigation Company (輪船招商局) in Shanghai. Danach war er bis zu seinem Tod 1892 für die Kohlenminen in Kaiping in Hebei tätig. In Tangshan bei Kaiping war er zusammen mit Claude William Kinder für den Bau der Kaiping Tramway verantwortlich.